# 관천천
관천천(중국어: 管晨辰, 병음: Guǎn Chénchén, 한자음: 관신진, 2004년 9월 25일~)은 중화인민공화국의 전직 체조 선수로 주 종목은 평균대이다. 2020년 하계 올림픽 여자 평균대 부문에서 금메달을 획득했다.